# Barbasol Championship
Barbasol Championship är en professionell golftävling på den amerikanska PGA Touren. Tävlingen har spelats sedan 2015 och började arrangeras som en alternativ tävling till British Open och spelas därav i mitten på juli. Tävlingen har Barbasol som titelsponsor och spelas på banan Grand National på Robert Trent Jones Golf Trail, vilken är ett område utanför Opelika, Alabama med en stor samling tävlingsgolfbanor.
Tävlingen är den första PGA Tour-tävlingen som någonsin har arrangerats i Alabama. Eftersom tävlingen är en alternativ tävling med svagare startfält så erhåller vinnaren inte lika många FedEx poäng som andra tävlingar på PGA Touren, samt färre poäng på världsrankingen. Vinnaren tilldelas 300 poäng till FedEx Cup samt 24 poäng på världsrankingen (i jämförelse med andra PGA Tour-tävlingar som minst ger 24 världsrankingpoäng och 500 FedEx Cup-poäng). Däremot så ges vinnaren av tävlingen en inbjudan till PGA Mästerskapet och Players Championship, samt tillträde att spela tävlingarna på PGA Touren under de två kommande säsongerna.

## Tidigare vinnare
| Säsong | Datum      | Spelare        | Resultat | Mot par | Segermarginal | Runner-up(s) | Samtida tävling |
| ------ | ---------- | -------------- | -------- | ------- | ------------- | ------------ | --------------- |
| 2017   | 20–23 juli | Grayson Murray | 263      | -21     | 1 slag        | Chad Collins | British Open    |
| 2016   | 14-17 juli | Aaron Baddeley | 266      | -18     | Särspel       | Kim Si-woo   | British Open    |
| 2015   | 16-19 juli | Scott Piercy   | 265      | -19     | 3 slag        | Will Wilcox  | British Open    |